# Fabian Wiede
Fabian Wiede, né le 8 février 1994 à Bad Belzig, est un handballeur allemand. Il évolue au poste de arrière droit au Füchse Berlin.
Il est notamment champion d'Europe 2016 avec l'équipe nationale d'Allemagne.

## Biographie
Fabian a commencé le handball en 1999 dans le club du MBSV Belzig. Puis de 2006 à 2009 il est parti jouer dans le club du 1. VfL Potsdam, avant de rejoindre le Füchse Berlin. Avec le club berlinois, il a remporté de multiples trophées de jeunes.
Depuis la saison 2013/2014, il appartient à la première équipe du Füchse Berlin, avec lequel il remporta la Coupe d'Allemagne en 2014 puis la Coupe du monde des clubs en 2015, 2016.
Sélectionné en équipe nationale d'Allemagne pour la première fois le 5 avril 2013, il devient champion d'Europe 2016 puis remporte la médaille de bronze aux Jeux olympiques de 2016. Lors du Championnat du monde 2019 terminé à la 4e place, il est élu meilleur arrière droit de la compétition.

## Résultats

### En club
Compétitions internationales
- Coupe de l'EHF
  - Vainqueur (2) : 2015, 2018
  - Finaliste (3) : 2017, 2019, 2021
- Coupe du monde des clubs
  - Vainqueur (2) : 2015, 2016
  - Finaliste (1) : 2017, 2018

Compétitions nationales
- Vainqueur de la Coupe d'Allemagne (1) : 2014
- Troisième du Championnat d'Allemagne : 2018, 2022

### En équipe nationale
Jeux olympiques
- Médaille de bronze aux Jeux olympiques de 2016 à Rio de Janeiro

Championnats d'Europe
- Médaille d'or au Championnat d'Europe 2016
- 9e place au Championnat d'Europe 2018
- 7e place au Championnat d'Europe 2022

Championnats du monde 
- 4e place au Championnat du monde 2019

### Distinctions individuelles
- élu meilleur arrière droit au Championnat du monde 2019